# 橋口五葉
橋口 五葉（はしぐち ごよう、1881年（明治14年）12月21日 - 1921年（大正10年）2月24日）は、明治末から大正期にかけて文学書の装幀作家、浮世絵研究者として活躍したが、最晩年、新版画作家として新境地を開こうとした矢先に急死した。アール・ヌーヴォー調の装幀本、「大正の歌麿」と形容された美人画を残している。

## 人物
かつて薩摩藩藩医で漢方医を勤めていた士族橋口兼満の三男として、鹿児島県鹿児島市樋之口町（現在の鹿児島市立甲東中学校に辺り、正門脇には石碑が立っている）に生まれた。本名・清。画号の五葉は、鹿児島の自宅にあり地域のランドマークになっていた、樹齢300年の五葉松にちなんだもの。鹿児島県尋常中学校の在籍を経て、鹿児島県中学造士館を卒業。少年時代は狩野派の絵を学んだが、1899年（明治32年）、数え19歳の時、画家を志して兄たちを頼り上京し、橋本雅邦に学ぶ。翌1900年（明治33年）第8回絵画共進会に橋口五葉の名で日本画3点を出品（現在全て所在不明）するが、遠縁の黒田清輝の勧めで東京美術学校（現・東京藝術大学）西洋画科予備課程甲種に入学、翌年本科に入学。同学年選科に和田三造、二年選科に青木繁、熊谷守一、橋本雅助らがいた。また、同郷の山下兼秀も東京美術学校西洋画科の同級。在学中から展覧会へ出品、挿絵などで活躍しており、1905年（明治38年）に東京美術学校を首席で卒業した。

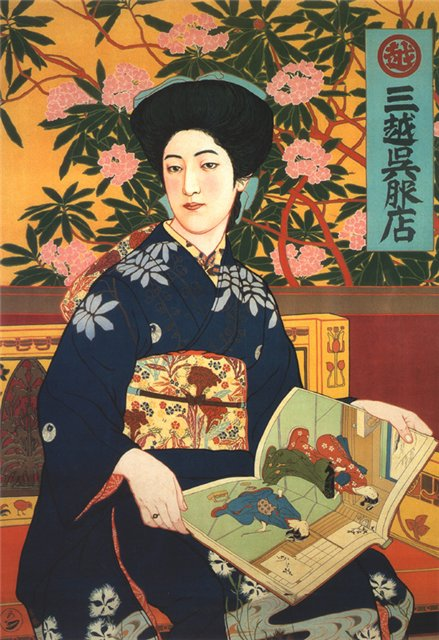
「此美人」石版画

雑誌『ホトトギス』の挿絵を描いていた事や、五葉の長兄が熊本の第五高等学校で教え子だった関係で夏目漱石と知り合い、1905年（明治38年）、『吾輩ハ猫デアル』の装幀を依頼される。以来『行人』まで漱石の著作の装幀は五葉がつとめることになる。漱石以外にも、森田草平、鈴木三重吉、森鷗外、永井荷風、谷崎潤一郎、泉鏡花の作品の装幀を手がける。また、この時期の五葉は1907年（明治40年）に東京府勧業博覧会で出品作が2等賞を受賞し、同年の第1回文展では「羽衣」が入選を果たすなどして、画家としても次第に注目されるようになっていった。1911年（明治44年）、籾山書店の企画した叢書のためのデザインは、大正2年まで24もの名作の表紙を飾ることになる。その蝶をモチーフにあしらったデザインのために胡蝶本と愛称された。その他イラストでも活躍し、1911年（明治44年）「此美人」が三越呉服店の懸賞広告図案で第1等を受賞、懸賞金1000円を獲得し有名になった。この作品は、元禄模様の着物を着た女性が美人画の版本を手に座る姿を描いており、江戸回顧及びアールヌーボーの流行を反映している。
1915年（大正4年）、渡辺庄三郎を版元とする新版画の運動に参加、渡辺版画店より木版画「浴場の女(ゆあみ)」を制作版行。その後、喜多川歌麿、鈴木春信、歌川広重といった浮世絵の研究に熱を入れており、春信美人画の複製、『保永堂版東海道五十三次』の復刻などを行った。その一方でモデルを雇い、裸婦素描を繰り返し描いている。後に散逸、多くは外国へ流出してしまったが、その総数は3000点にのぼるといわれる。五葉はモデルに同じポーズを取らせ繰り返し描くことで、修正と純化を進め、版画へおこすべくただ一本の墨線へ纏め上げていく。その成果が結実したのが1918年（大正7年）からの私家版木版である。代表作として、「髪梳き」、「手鏡」、「手拭いを持つ女」、「夏装の女」、「かがみの前」などがあげられ、歌麿の美人大首絵を学び背景を雲母で塗りつぶす伝統技術をよく生かして、肉体表現に新しい感覚をみせた。なかでも、1920年（大正9年）版行の「髪梳き」には、青木繁の感化からロセッティらのラファエル前派の影響がみられ、油絵を学んだことが木版の上に新ロマン派の傾向及び写実的な影を落としている。浮世絵の美に惹かれ、その研究にも打ち込みながら、同年、独立して、一連の大判美人画、風景画を制作し始めるも翌1921年、10数点の作品を残したのみで、中耳炎から脳膜炎を併発して東京で急逝した。享年は数えで41。墓所は鹿児島市郡元町の市営露重墓地。

## 代表作
- 「孔雀と印度女」 個人蔵（鹿児島県歴史資料センター黎明館寄託） 油彩・キャンバス（二枚折衝立、1907年） 東京勧業博覧会図案部2等賞牌受賞
- 三越呉服店主催懸賞広告画「西洋画図案此美人」（1911年）
- 『三味線堀』（籾山書店、胡蝶本第1冊目）『銀鈴集』（隆文館、函の装幀としての代表作）（1911年、ともに泉鏡花著）
- 「黄薔薇」 個人蔵 紙本著色（1912年）无声会第12回展出品
- 「耶馬溪」木版画　江戸東京博物館など所蔵　1918年（大正7年）
- 「化粧の女」　木版画　1920年（大正9年）
- 「髪梳ける女」　木版画　江戸東京博物館など所蔵　1920年
- 「浴後の女」木版画　1920年

### ギャラリー

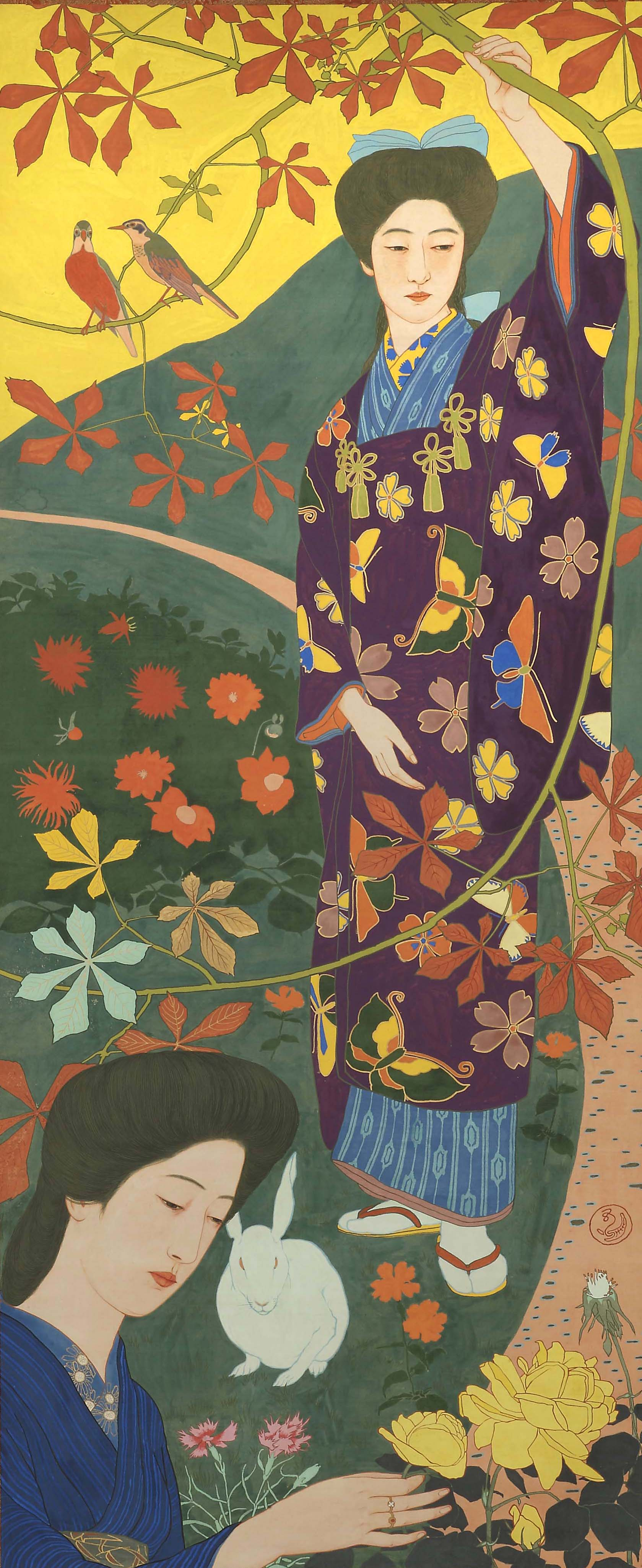
「黄薔薇」

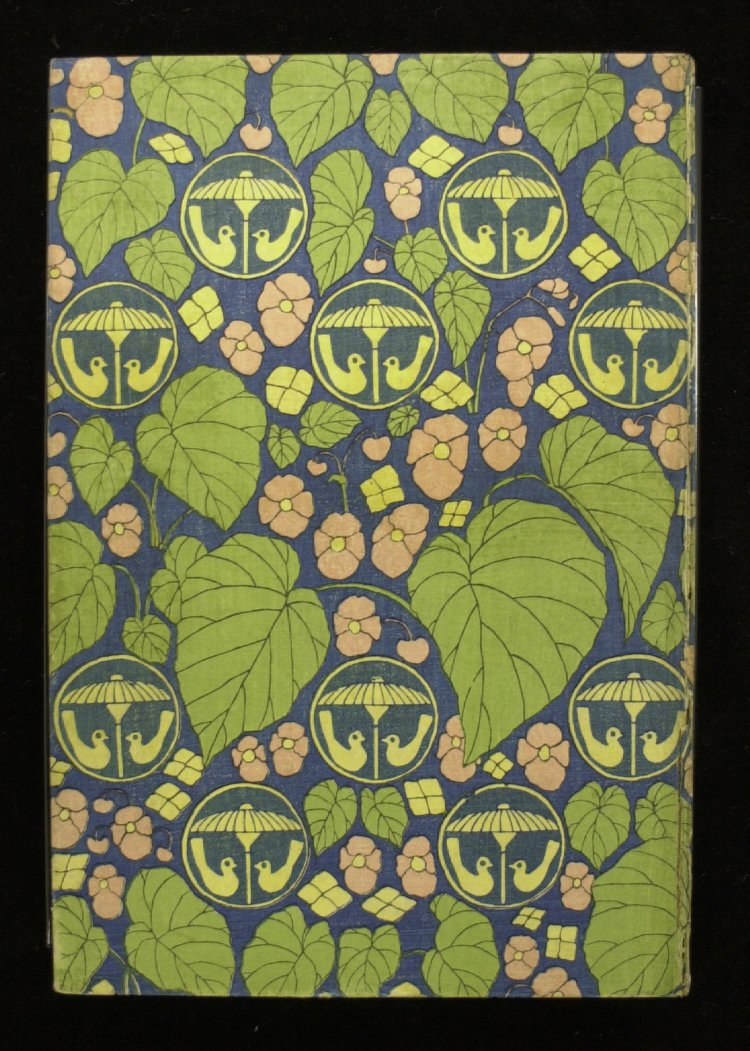
五葉による装丁、泉鏡花著「相合傘」 大正3年（1914年）
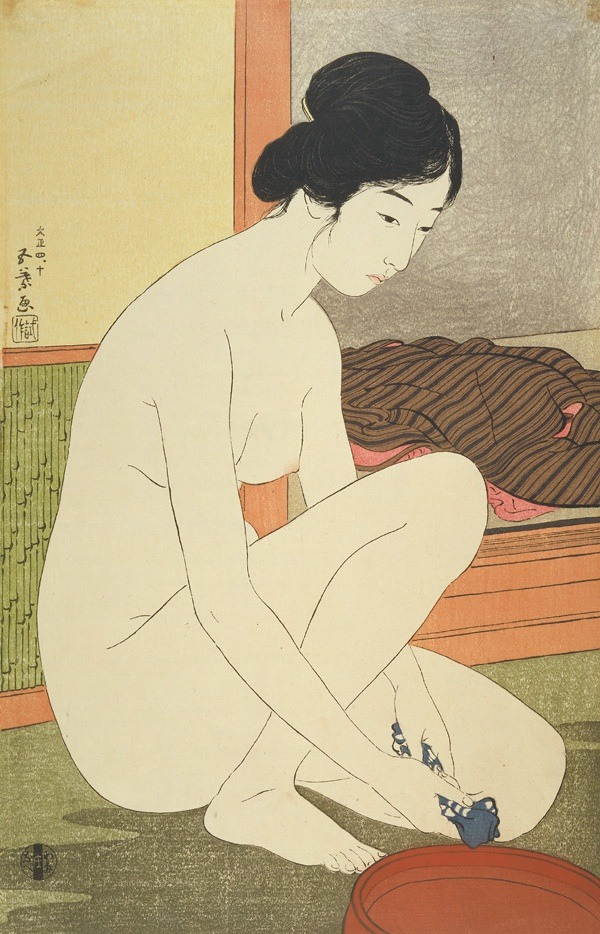
「浴場の女」 木版 紙、大正4年（1915年）
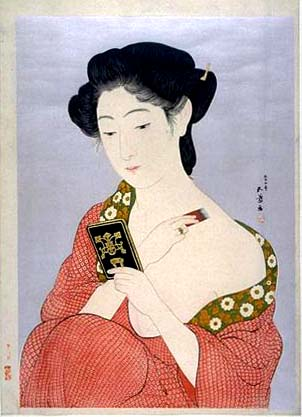
「化粧の女」 木版 紙、大正7年（1918年）
「髪梳ける女」 木版 紙、大正9年（1920年）。歌麿の「婦人相学十躰 髪すき」（享和2-3年（1802-03年））や、 ロセッティの「レディ・リリス 」（画像）の影響がしばしば指摘される。
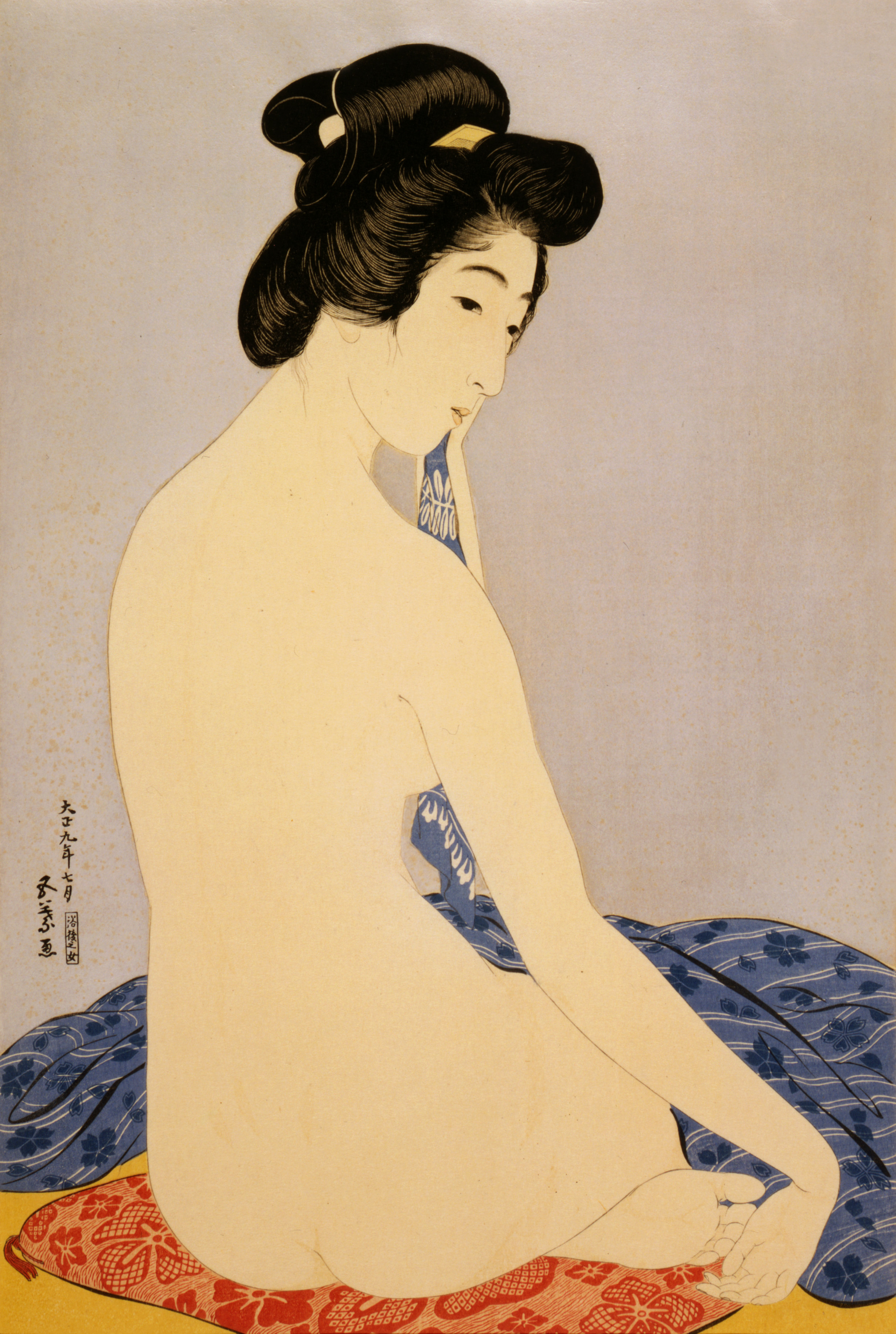
「浴後の女」 木版 紙、大正9年（1920年）
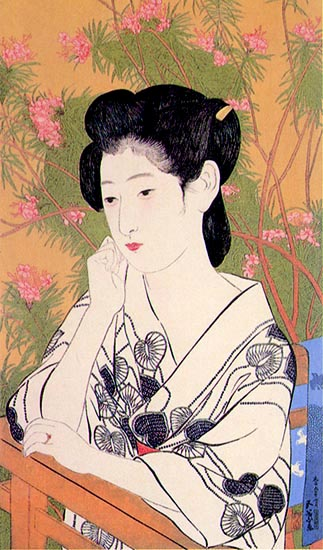
「温泉宿」木版、紙、大正9年（1920年）完成は昭和27年（1952年）。五葉の甥・橋口康雄が主版のみ完成していた本作に、多色刷りを加えて版画化した作品。そのため、五葉生前の作に比べると印象がやや異なる。

## 著作
- 『浮世風俗やまと錦繪』（1917年（大正6年））
- 『歌麿筆浮世繪』（岩波書店）（1919年（大正8年））